# Nephelomys keaysi
Nephelomys keaysi é uma espécie de roedor da família Cricetidae.
Apenas pode ser encontrada no Peru.